# Parafia Chrystusa Króla w Minnipa
Parafia Chrystusa Króla w Minnipa – parafia rzymskokatolicka, należąca do diecezji Port Pirie, erygowana w 1938 roku.
Parafia na swoim terytorium posiada cztery kościoły: 
- Kościół Chrystusa Króla w Minnipa
- Kościół św. Anny w Wudinna
- Kościół św. Michała w Chandada
- Kościół św. Patryka w Kyancutta